# Anderssonskans Kalle (film, 1934)
Anderssonskans Kalle är en svensk film från 1934 i regi av Sigurd Wallén.

## Handling
Anderssonskans Kalle är en busunge som bor på Söder i Stockholm. De som ofta råkar ut för hans bus är poliskonstapel Jonsson och grannarna Pilgrenskan och Bobergskan. Exempelvis en gång när Kalle och hans kamrater leker filminspelning och överfaller Bobergskan och binder henne så att det ska likna indianöverfall.
Eller en vinter när Kalle och hans kamrater erbjuder polisen och grannarna att få åka slängkälke för två öre, och gör så att kälken slungas in i ett böcklingrökeri. En sommar blir han skickad till en sommarlovskoloni av skolans läkare, ett ställe där han inte trivs.

## Om filmen
Filmen premiärvisades 15 augusti 1934 på biograf Palladium i Stockholm. Den spelades in i Filmstaden Råsunda med exteriörer från Södermalm (bland annat Yttersta Tvärgränd), Norrström och Stockholms skärgård av Åke Dahlqvist.
Filmen är en fri tolkning av Emil Norlanders ungdomsroman Anderssonskans Kalle som utgavs 1901.

## Rollista (i urval)

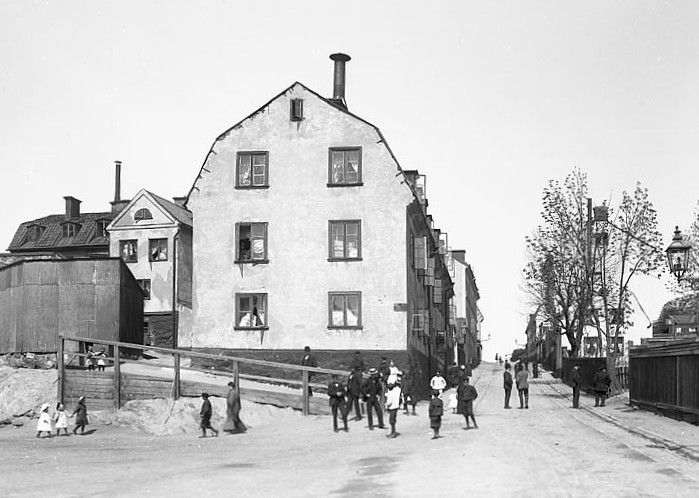
Yttersta Tvärgränd har varit inspelningsplatsen för flera versioner av Anderssonskans Kalle, här ett fotografi från 1908.

- Nils Hallberg - Karl (Fredrik) Andersson, Anderssonskans Kalle
- Thor Modéen - poliskonstapel Jonsson
- Tollie Zellman - Bobergskan
- Hjördis Petterson - Pilgrenskan
- Signe Lundberg-Settergren - Josefina Andersson, ägare till en tvättinrättning
- Naemi Briese - Majken, hennes dotter
- Björn Berglund - Gustaf Bergström, Majkens fästman, verkmästare i AB Svenska Normalhus
- Weyler Hildebrand - byggmästare I. Schröder i AB Svenska Normalhus
- Jullan Kindahl - fru Lundström i affären
- Julia Cæsar - Lövdalskan
- Sonja Claesson - Lundkvistskan
- Wilma Malmlöf - Lindkvistskan
- Tyra Leijman-Uppström - båtpassagerare skrämd av möss
- Millan Fjellström - Petterssonskan
- Anna Olin - Gustafs värdinna[4]

## Filmmusik i urval
- 99er Regiments Marsch, kompositör Richard Hunyaczek, instrumental.
- The Ambush, kompositör Édouard Patou, instrumental.
- Kalmarvisa, kompositör Yngve Sköld, instrumental.
- Sobre las olas (Über den Wellen), kompositör Juventino Rosas, instrumental.
- The Song of the Book, kompositör Maurice Baron, instrumental.[5]